# کوه کواراها
کوه کواراها (به لاتین: Mount Kwaraha) یک کوه در تانزانیا است که در استان مانیارا واقع شده‌است. کوه کواراها ۲٬۴۱۵ متر بالاتر از سطح دریا واقع شده‌است.